# O Vendedor de Passados (filme)
O Vendedor de Passados é um filme de drama e ficção científica produzido no Brasil e dirigido por Lula Buarque de Hollanda, baseado na obra literária homônima do escritor angolano-brasileiro José Eduardo Agualusa. Lançado em 2015, foi protagonizado por Lázaro Ramos e Aline Moraes.

## Elenco
| Ator/Atriz          | Personagem             |
| ------------------- | ---------------------- |
| Lázaro Ramos        | Vicente                |
| Alinne Moraes       | Clara Ortega           |
| Odilon Wagner       | Jairo                  |
| Mayana Neiva        | Stela                  |
| Pedro Brício        | Davi                   |
| Debora Olivieri     | Sonia                  |
| Marcello Escorel    | Heitor                 |
| Anderson Muller     | Ernani                 |
| Ruth de Souza       | dona Celia             |
| Giselle Motta       | Luana                  |
| Fabio Ferreira Dias | Leon Kauffman          |
| Patricia Araujo     | Travesti               |
| Robson Alves        | Vicente criança        |
| Gustavo Machado     | apresentador Rui       |
| André Engracia      | Celso                  |
| Ana Julia Dorigon   | Silvia                 |
| Debora Almeida      | presidiária brasileira |
| Kimberly Johnson    | criminosa americana    |
| Carolina Virgües    | subversiva colombiana  |
| Nilvan Santos       | Seu Dario de Jesus     |